# Richard Grainger
Richard Grainger (9 octobre 1797-4 juillet 1861) est un constructeur à Newcastle upon Tyne. Il a travaillé avec les architectes John Dobson et Thomas Oliver, ainsi qu'avec le secrétaire municipal John Clayton, pour réaménager le centre de Newcastle au XIXe siècle. Grainger Street et le Grainger Market portent son nom. Parfois, toute la zone de Newcastle développée dans le style néoclassique autour de Grey Street et Grainger Street est appelée Grainger Town.

## Jeunesse
Grainger est né à High Friar's Lane, fils de Thomas Grainger, porteur de Quayside, et d'Amelia Burt, couturière. Il fait ses études à la St Andrew's Charity School de Newgate Street et est apprenti chez un charpentier à l'âge de 12 ans. En 1816, à l'âge de 20 ans, il se lance dans les affaires comme constructeur en association avec son frère George, maçon. Cependant George meurt et Richard continue seul. Son premier contrat important est en 1819, pour construire un groupe de maisons à Higham Place pour l'échevin Batson, un éminent méthodiste de Newcastle. Grâce à l'influence de Batson, il entre en contact avec diverses personnalités importantes de la ville et se marie dans une famille aisée. Son épouse, Rachel Arundale, fille d'un riche marchand de cuir, lui apporte une dot de 5 000 £. Le couple a treize enfants – six fils et sept filles.

## Premiers travaux
Entre 1824 et 1826, il construit la plus grande partie d'Eldon Square, conçue par John Dobson, et de Blackett Street, conçue par Thomas Oliver. En 1827, Grainger construit St Mary's Place, conçue par John Dobson, en face de l'église Saint-Thomas-le-Martyr, que Dobson a récemment achevée. En 1829, Grainger commence les travaux sur Leazes Terrace, Leazes Crescent et Leazes Place, tous conçus par Thomas Oliver et destinés aux locataires de la classe moyenne. En 1832, il achève la construction de la Royal Arcade au pied de Pilgrim Street. Il s'agit d'un bâtiment impressionnant et élégant, destiné à servir de centre commercial. Malheureusement, elle n'a pas réussi à remplir ce rôle en raison de son éloignement du centre-ville. Elle est finalement  démolie dans les années 1960 pour faire place au rond-point de Pilgrim Street.

## La création de Grainger Town
Jusqu'en 1834, Grainger s'est limité à la construction de blocs individuels de bâtiments, mais il est devenu un homme riche, possédant une propriété d'une valeur de 200 000 £. En 1831, George Anderson meurt. Il était propriétaire d'Anderson Place, une maison et un terrain à l'extrémité nord de la ville, à l'intérieur des murs de la ville et à sa mort, le terrain est disponible pour le développement. La première étape de Grainger est d'acheter Anderson Place aux exécuteurs testamentaires pour 50 000 £, ainsi que d'autres propriétés supplémentaires pour 45 000 £, mais il ne peut pas se permettre de financer lui-même le développement. En 1834, Grainger présente un plan de développement global au conseil municipal. Dobson a déjà soumis un plan similaire au conseil auparavant et a été rejeté. Grainger a donc besoin de quelqu'un d'influent pour encourager le conseil à accepter le nouveau plan. On lui conseille de transférer son compte juridique vers le cabinet d'avocats dirigé par John Clayton, le greffier municipal. Clayton devient l'avocat et le conseiller de Grainger, et le conseil adopte son projet dans les deux mois. Il y a des objections au projet au motif qu'il impliquerait la démolition du Théâtre Royal de Mosley Street et du Flesh Market, vieux de moins de trente ans. Grainger contre ces objections en proposant de construire un nouveau Théâtre Royal et un nouveau marché de viande et de légumes.

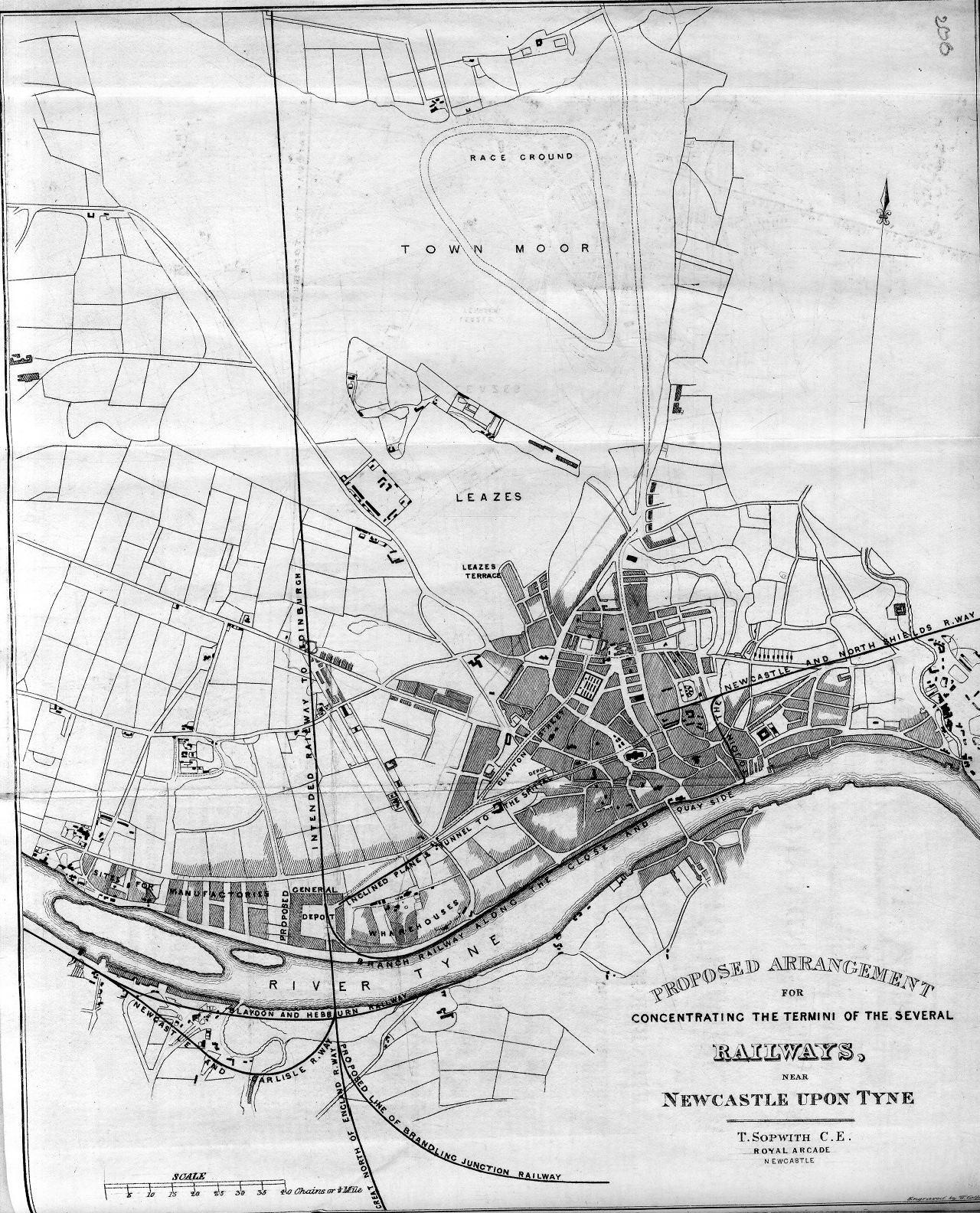
Plan de Grainger de 1836 d'une proposition de gare centrale de Newcastle par Thomas Sopwith.

Le plan, couvrant un 12 acres (48 562,27704 m2), est destiné à une zone commerciale et commerçante basée sur trois artères principales, Grey Street, Grainger Street et Clayton Street, menant à la partie basse de la ville. La connexion croisée entre ces rues est assurée par Hood Street, Shakespeare Street, Market Street et Nelson Street. Le triangle formé par Grey Street, Grainger Street et Market Street contient le Central Exchange, initialement conçu comme un marché de grains mais rejeté par le conseil. Le nouveau marché de la viande est placé entre Grainger Street et Clayton Street avec le nouveau marché aux légumes du côté nord-ouest de Clayton Street.
Les travaux commencent en 1834, avec le comblement du Lort Burn au nord de la rue Dean afin de construire la rue Upper Dean (plus tard nommée Grey Street). À la fin de 1835, le nouveau marché aux viandes, contenant 180 boucheries, est terminé, ainsi que le marché aux légumes de l'autre côté de Clayton Street. Le marché de la viande est plus tard nommé « marché Grainger ». Le reste du projet est achevé en 1839. Il comprend neuf rues, 10 auberges, 12 pubs, 325 magasins avec maisons attenantes et 40 maisons privées. Le joyau du projet est Grey Street, qui tourne vers la gauche en descendant vers Dean Street. Une partie de la descente, le balayage est interrompu par le portique en saillie du Théâtre Royal, construit pour remplacer l'ancien Théâtre Royal de Mosley Street et conçu par John et Benjamin Green. Au sommet de Grey Street, Grainger place la colonne du Grey's Monument comme point central de l'ensemble du projet. Grainger a des plans pour un nouveau Guildhall et de nouveaux tribunaux en haut de Grey Street, au-dessus du Théâtre Royal, mais ceux-ci sont rejetés et il y construit une grande banque à la place.
L'ensemble du projet coûte 646 000 £. Les bâtiments sont construits avec des matériaux de haute qualité et recouverts de pierre. Ils sont équipés de toilettes et d'égouts, et Grainger fait éclairer les rues au gaz et macadamiser les routes.
John Dobson reçoit une grande partie du mérite pour la conception détaillée, mais d'autres architectes ont également apporté des contributions significatives, notamment Thomas Oliver et John et Benjamin Green. De plus, des travaux très importants sont réalisés par deux architectes du cabinet de Grainger, John Wardle et George Walker. Le neveu de John Dobson, Gibson Kyle, est le contremaître de Grainger lorsque la plupart des travaux majeurs de Grainger et de Dobson sont réalisés.

## Carrière ultérieure
Avec l'achèvement de son projet majeur pour le centre de Newcastle, Grainger cherche un autre projet sur lequel travailler. En 1839, il paie 114 100 £ pour le domaine d'Elswick à l'ouest de Newcastle dans l'intention d'y construire un terminus ferroviaire entouré d'usines et de maisons. Le projet est mort-né et n'est pas devenu la gare centrale de Newcastle. Les dépenses liées à l'achat du domaine mettent Grainger presque en faillite et, en 1841, ses créanciers exigeent le paiement. Il est sauvé de la faillite par John Clayton qui persuade les créanciers de Grainger d'accepter un remboursement progressif. Grainger est contraint de vivre modestement. La partie riveraine du domaine d'Elswick est vendue à William Armstrong pour une nouvelle usine d'armement. Grainger construit un certain nombre de rues de maisons mitoyennes, à Benwell et Elswick, pour les ouvriers de l'usine Armstrong, et nomme plusieurs d'entre elles en utilisant les prénoms de ses treize enfants.
Grainger est décédé en 1861 à son domicile du 5 Clayton Street West et est enterré à l'église St James, Benwell. À sa mort, ses dettes s'élevaient à 128 582 £ et son patrimoine personnel à seulement 16 913 £. Cependant, la vente des terres du domaine d'Elswick contribue à rembourser ces dettes à tel point qu'en 1901, le domaine de Grainger vaut plus de 1 200 000 £.